# Solonghello
Solonghello là một đô thị ở tỉnh Alessandria trong vùng Piedmont của Italia, có vị trí cách khoảng 45 km về phía đông của Torino và khoảng 35 km về phía tây bắc của Alessandria. Tại thời điểm ngày 31 tháng 12 năm 2004, đô thị này có dân số 234 người và diện tích là 4,9 km².
Solonghello giáp các đô thị: Camino, Mombello Monferrato, Pontestura, và Serralunga di Crea.